# Maurício Ribeiro Melo
Maurício Ribeiro Melo (Campo Maior, 15 de janeiro de 1953) é um geólogo e político brasileiro.

## Dados biográficos
Filho de Agenor Leite Melo e Heloísa Ribeiro Melo. Graduado em Geologia pela Universidade Federal da Bahia, é empresário e funcionário público lotado na Universidade Federal do Piauí. Outrora filiado à ARENA foi eleito deputado estadual pelo PDS em 1982 e reeleito pelo PFL em 1986 em substituição ao irmão, César Melo. Em 1996 foi eleito vice-prefeito de Campo Maior pelo PPB na chapa de Antônio Lustosa e em 2000 retornou ao PFL e foi candidato a prefeito de Jatobá do Piauí, mas não impediu a reeleição do então prefeito, João Félix de Andrade Filho.
Seu pai foi da UDN e elegeu-se vereador de Campo Maior em 1948 e vice-prefeito do município em 1962 e sua irmã, Margarida Bona, foi eleita deputada estadual pelo Piauí em 1998.